# 아마 (잠수부)

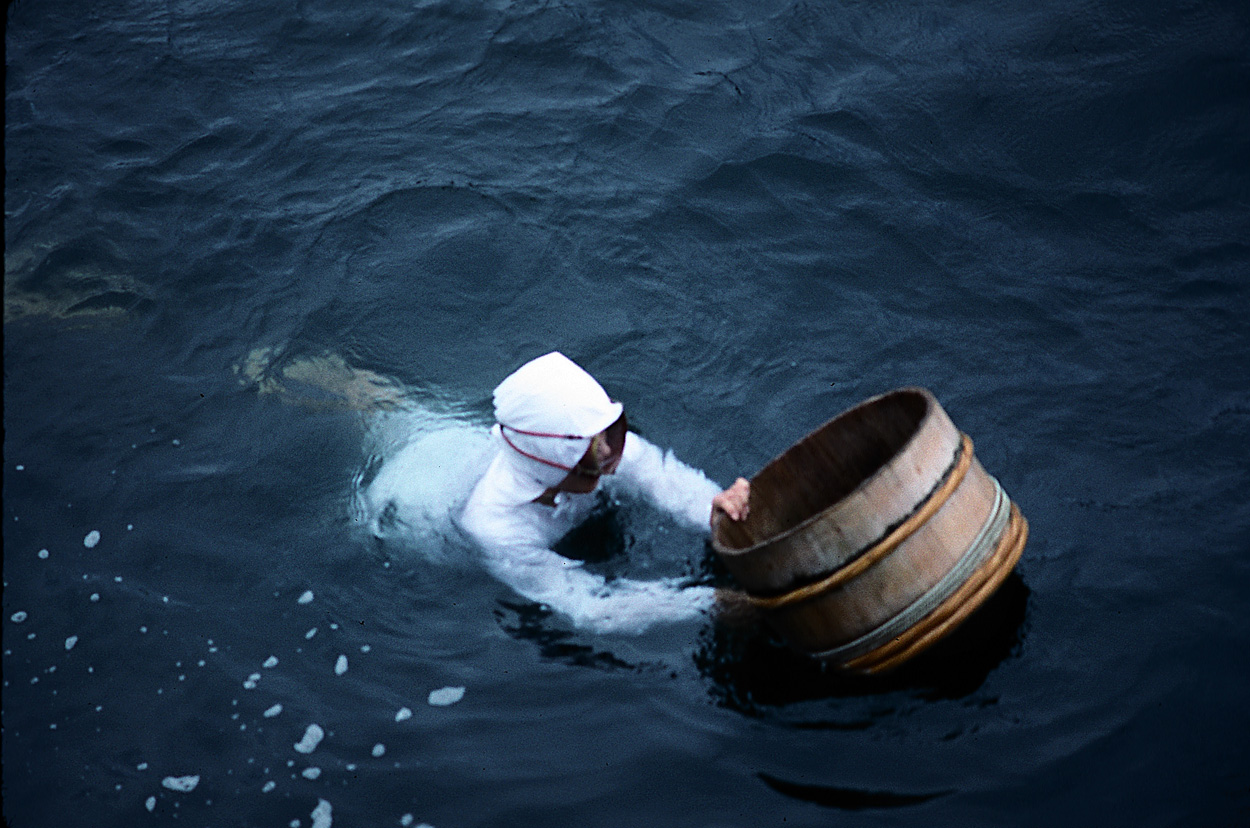
아마

아마(일본어: 海人)는 일본에서 바다에 잠수하여 패류와 해초를 채집하는 고기잡이를 직업으로 하는 사람을 의미한다. 옛날에는 어부 전반을 가리키고 있었다. 여성인 아마는 해녀(일본어: 海女), 남성인 아마는 해사(일본어: 海士)라고 불렀다. 오키나와에서는 우민추(일본어: うみんちゅ), 이즈반도 등에서는 가이토(일본어: かいと)라고 한다.

## 역사
가장 오래된 기록은 삼국지 위지 왜인전(魏志倭人傳)으로, 바닷속에 자주 들어가 물고기나 고래를 잡았다고 한다. 또한 일본 가나가와현(神奈川県) 미우라시(三浦市)의 비샤몬 동혈 유적(毘沙門洞穴遺跡)에서 1세기 전후의 것으로 보이는 사슴뿔로 제작된 아와히오코시(アワビオコシ)로 보이는 유물이 발견되었다. 노래집 《만요슈》(万葉集) 등에서는 사누키국, 이세국, 히젠국, 쓰쿠시국, 시마국 등에 잠수하는 아마들에 대한 기술이 확인된다.
규슈(九州) 지역 일부에서는 白水郎이라고도 기록했다. 이로 보아 일본 주고쿠·시코쿠 지방과 그 동쪽에서는 잠수하는 아마들을 海人, 규슈 지방에서는 白水郎이라 불렀던 것으로 보인다. 노토국이나 사도국의 남녀 아마는 지쿠시국의 무네카타(宗像) 지역에서 쓰시마 해류를 타고 이동해 조업하였다는 전승이 남아 있고(헤구라섬舳倉島 등) 그 흔적으로써 일본측 동해 방면을 따라 무나카타 신사가 점점이 존재하고 있으며, 무나카타시 가네자키(鐘崎)에서는 해당 지역을 「해녀의 발상지」로 기념하는 비석을 세웠다.
《만요슈》에는 진주, 고래 등을 채취하러 잠수하는 행위를 가즈쿠(かずく), 가즈쿠(かづく), 가즈키(かずき) 등으로 부르고 있으며 이즈, 시마 및 시코쿠의 도쿠시마 일부 지역에 이 표현이 남아 있는데 호소(房総)에서는 모구루(もぐる), 시코쿠에서는 무구루(むぐる), 규슈에서는 스무(すむ)라고 불렀는데, 제주도 해녀처럼 물속에 잠수해 조업을 하는 남자를 '머구리'라고 부르는 사례나 한국어에서 민간 잠수사 선박을 가리켜 '머구리선'이라고 부르는 것과도 관련이 있는 것으로 보인다. 오쿠라 백인일수에도 인부몬인노 다이후(殷富門院大輔)가 지은 와카에 '무정한 이에게 보이고 싶어라. 오지마(雄島) 아마의 소매는 젖어도 색은 변치 않는다고 하건만, 내 소매 색깔은 눈물에 젖어 변해 버렸다고'(見せばやな 雄島の海人の 袖だにも 濡れにぞ濡れし 色はかはらず)가 존재한다.
기타큐슈 시의 메카리 신사(和布刈神社) 등에도 아마(海女)의 전승이 남아 있으며 이는 예능 노의 메카리(和布刈)로도 구연된다.
패전 뒤에는 잠수복 등 잠수 장비 확충이나 해산물을 재료로 하는 중화요리의 보급 등으로 전복의 수요가 늘어나면서 아마의 수가 일시 증가하였는데, 1956년에는 약 1만 7천 명까지 늘어났던 아마의 수는 그 뒤 줄어들기 시작했고 2010년에는 2,174명까지 줄었다.
2009년 10월 3일 일본 미에현 도바시에서 처음으로 「해녀 심포지엄 제1회 도바 대회」(海女フォーラム・第1回鳥羽大会)가 개최되었다. 심포지엄에는 일본 10개 지역과 함께 한국의 제주도가 공동으로 자국의 잠녀, 아마 문화를 「세계무형문화유산」으로 등록하는 것을 목표로 한다는 대회 어필이 채택되었다. 유네스코 신청에는 원칙적으로 그 나라의 중요무형민속문화재로 지정되어야 할 필요가 있는데 그 전 단계로써 미에현에서는 2014년 1월 도바 시마 지방의 아마 조업을 현의 무형민속문화재로 지정하였으며, 이어 2014년 6월에 이시카와현 와지마(輪島) 지방의 아마 조업도 현 지정 무형민속문화재로 지정되었다. 한편 한국에서는 2017년 5월 1일에 제주도 잠녀문화를 대한민국 국가무형문화재 132호로 지정하였다.
다이빙 기재를 사용하지 않고 순수하게 자맥질만으로 조업하는 전통적인 아마 조업이 행해지고 있는 곳은 세계에서 한국과 일본 두 나라 뿐이다. 또한 이들 대부분은 「아마키세」(海人着)라 불리는 전신을 덮는 새하얀 옷을 입고 조업을 하였으며, 잠수복이 보급된 뒤에도 잠수복 위에 전통적인 조업 복장을 껴입는 경우도 많다.